# Salvatore Scaglione
Salvatore Scaglione (Palermo, 6 aprile 1940 – scomparso a San Giuseppe Jato il 30
novembre 1982) è stato un mafioso italiano, boss di Cosa nostra della famiglia della Noce di Palermo.
Veniva soprannominato "u pugile" per il suo passato da pugile.

## Biografia
Boss del mandamento della Noce fin dai primi anni settanta, Scaglione faceva parte della fazione mafiosa dei palermitani, fra cui Stefano Bontate e Salvatore Inzerillo.
A partire dagli anni ottanta nella “seconda guerra di mafia” i corleonesi chiamati “peri incritati” (vista la grossolana provenienza rurale), presentati alle famiglie palermitane dall’anziano e rispettato Michele Greco, riuscirono ad acquisire sempre più potere sterminando in modo assai cruento le famiglie mafiose palermitane di spicco, iniziando da quelle rette da Stefano Bontate e Salvatore Inzerillo. 
Cambiano così lo scenario e gli equilibri mantenuti fino a quel tempo. Secondo vari collaboratori di giustizia, tra cui Francesco Paolo Anzelmo, i Corleonesi, il cui maggiore esponente come noto era Salvatore Riina, riuscirono a fare infiltrare all'interno della famiglia della Noce alcuni personaggi fedeli allo stesso.
Il 30 novembre 1982 Salvatore Scaglione uscì da casa per recarsi a una colazione a cui era stato invitato in una villetta in contrada Dammusi a San Giuseppe Jato (Provincia di Palermo), prestata a Bernardo Brusca, non facendone più ritorno. Con Scaglione quel giorno furono invitati e assassinati anche Rosario Riccobono, Giuseppe Lauricella con il figlio Salvatore, Francesco Cosenza, Carlo Savoca, Vincenzo Cannella, Francesco Gambino e Salvatore Micalizzi. Nella casa di campagna ad attenderli vi erano Salvatore Riina e Bernardo Brusca, i quali man mano che gli invitati arrivavano, con l'aiuto di Giuseppe Greco “Scarpuzzedda”, Giovanni Brusca, Giuseppe Maniscalco e Baldassare Di Maggio, con l'appoggio di Michele Greco, li assassinarono tutti.
Alcuni cadaveri degli uomini di cui sopra furono trovati, ma non quello di Riccobono né di Scaglione, che fu considerato latitante per molti anni, fino al momento in cui alcuni collaboratori di giustizia dichiararono che anch'egli era stato assassinato e sciolto nell'acido proprio quel giorno, in particolar modo grazie alle dichiarazioni del collaboratore di giustizia Francesco Marino Mannoia nell’autunno del 1989. Dopo la scomparsa di Scaglione il suo posto in seno alla famiglia della Noce fu preso da Raffaele Ganci, fedelissimo di Riina.